# Pierre Barillet
Pour les articles homonymes, voir Barillet.
Œuvres principales
Le Don d'Adèle (1950)

Fleur de cactus (1964)

Folle Amanda (1971)

Potiche (1980)

Lily et Lily (1984)
Pierre Barillet est un auteur de théâtre et un romancier français né à Paris le 24 août 1923 et mort dans la même ville le 8 janvier 2019,.
En association avec Jean-Pierre Gredy, il a écrit une trentaine de comédies qui, pour beaucoup, sont devenues des classiques du théâtre de boulevard et représentées dans le monde entier. Parmi celles-ci, on peut citer Le Don d'Adèle, Fleur de cactus, Quarante carats, Folle Amanda, Potiche ou Lily et Lily.

## Biographie
Passionné de théâtre depuis l'enfance, Pierre Barillet, étudiant en droit, bénéficie des conseils et de l'appui de Jean Cocteau et de Christian Bérard.
Alors qu'il effectue son service militaire en Allemagne en 1945, sa première pièce Les Héritiers, un sombre drame mauriacien, est interprétée à la Radiodiffusion française. Elle sera bientôt suivie au théâtre de Poche par Les Amants de Noël, une œuvre tout aussi noire, qui est reçue favorablement.
Parallèlement, Pierre Barillet travaille à des adaptations radiophoniques de romans et à des émissions avec Agnès Capri. Mais c'est en 1950, avec Le Don d'Adèle, une comédie écrite « pour rire » avec son camarade d'université Jean-Pierre Gredy, qu'il va connaître une éclatante réussite. Consacrée par Louis Aragon, Elsa Triolet et toute la presse, la pièce tiendra l'affiche plus de mille représentations consécutives, et est reprise en permanence depuis sa création.
Enchaînés par le succès et « condamnés » à faire rire, Barillet et Gredy vont régner presque sans partage sur le théâtre de « divertissement » (un qualificatif qu'ils préfèrent à celui de « théâtre de boulevard ») pendant les trois décennies qui vont suivre. Jacqueline Maillan et Sophie Desmarets ont inspiré et interprété leurs œuvres les plus célèbres.  Le succès du tandem ne se limite pas qu'à la France.  De 1965 à 1975, Fleur de cactus, avec Lauren Bacall, et Quarante carats, créée par Julie Harris, battront des records de représentations à Broadway, avant d'être portés au cinéma à Hollywood.  Fleur de cactus sera adapté en 1969 par  Gene Saks et le film met en vedette  Ingrid Bergman, Walter Matthau et Goldie Hawn.  Quarante carats est réalisé en 1973 par Milton Katselas  avec Liv Ullmann et Gene Kelly.

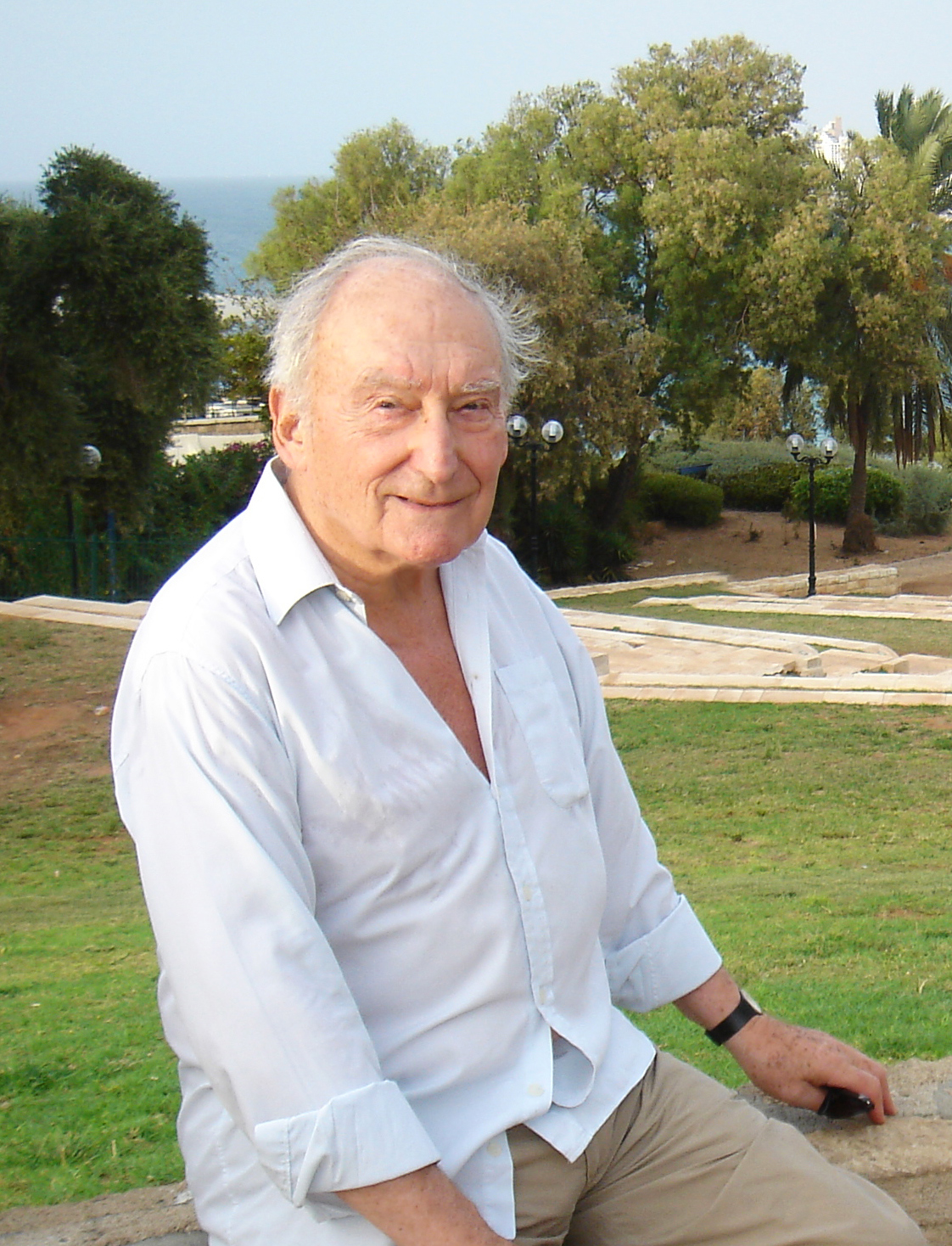
Pierre Barillet en 2013.

Dans les années 1980, Pierre Barillet a aussi collaboré pour la télévision avec Élisabeth Badinter au scénario de Malesherbes, avocat du roi et de la mini-série Condorcet.
À compter des années 1990, il se consacre davantage à l'écriture de biographies, essais et mémoires, comme  Les Seigneurs du rire, ouvrage de référence sur Robert de Flers, Gaston Arman de Caillavet et Francis de Croisset, Quatre années sans relâche, qui traite de la vie théâtrale à Paris pendant l'Occupation allemande, et À la ville comme à la scène, une chronique des années pendant lesquelles ses propres pièces étaient jouées.
En 2012, il publie un entretien, Bronia : Dernier amour de Raymond Radiguet (éd. La Tour verte), à partir des confidences de Bronia Perlmutter, épouse de René Clair.
Pierre Barillet était marié au comédien Roland Oberlin.
Ses obsèques ont eu lieu au cimetière de Vihiers (Maine-et-Loire).

## Décorations
- Chevalier de la Légion d'honneur (décret du 30 décembre 2011)
- Officier de l'ordre des Arts et des Lettres

## Principales pièces de Barillet et Gredy
- 1950 : Le Don d'Adèle, mise en scène de Jacques Charon, Comédie-Wagram (21 janvier)[3]
- 1950 : Ami-ami, mise en scène Jean Wall, théâtre Daunou (9 décembre)
- 1952 : Le Bon Débarras, mise en scène Jean Wall, théâtre Daunou (9 février)
- 1953 : La Reine blanche, mise en scène Jean Meyer, théâtre Michel (10 septembre)
- 1955 : La Plume, mise en scène Jean Wall, théâtre Daunou (12 janvier)
- 1956 : L'Or et la Paille, mise en scène Jacques Charon, théâtre Michel (3 novembre)
- 1958 : Le Chinois, mise en scène Georges Vitaly, théâtre La Bruyère (30 octobre)
- 1959 : Les Choutes, mise en scène Jean Wall, théâtre des Nouveautés (7 février)
- 1960 : Le Grand Alfred, mise en scène  Jacques Charon, théâtre Michel
- 1964 : Fleur de cactus, mise en scène  Jacques Charon, théâtre des Bouffes-Parisiens (23 septembre), reprise en 2015 (26 septembre) au théâtre Antoine dans une mise en scène de Michel Fau
- 1967 : Quarante carats, mise en scène Jacques Charon, théâtre de la Madeleine (10 septembre)
- 1969 : Quatre pièces sur jardin, mise en scène Jacques Charon, théâtre des Bouffes-Parisiens (6 février)
- 1971 : Folle Amanda, mise en scène Jacques Charon, théâtre des Bouffes-Parisiens (septembre)
- 1973 : Une rose au petit déjeuner, mise en scène René Clermont, théâtre des Bouffes-Parisiens (14 septembre)
- 1975 : Peau de vache, mise en scène Jacques Charon, théâtre de la Madeleine (15 octobre)
- 1978 : Le Préféré, mise en scène Michel Roux, théâtre de la Madeleine (14 septembre)
- 1980 : Potiche, mise en scène Pierre Mondy, théâtre Antoine (17 septembre)
- 1984 : Lily et Lily, mise en scène Pierre Mondy, théâtre Antoine
- 1985 : Le Big Love, créée en Allemagne
- 1991 : Magic Palace, mise en scène Gérard Caillaud, théâtre des Mathurins
- 1991 : L'Ombre de Stella
- 1994 : Le Peignoir rouge.

## Principales pièces de Pierre Barillet
- 1991 : Gustave et Louise d'après la correspondance de Gustave Flaubert et Louise Colet, mise en scène Gérard Caillaud, théâtre des Mathurins (5 février)
- 2010 : Moi, Nadine Picard, festival de Nava
- 2013 : La Réponse, mise en scène Claire Poirson, compagnie L'Extra Théâtre, théâtre La Lucarne, Bordeaux (27 septembre 2018)
- 2015 : L'Ombre de Stella.

## Adaptations de pièces étrangères
- 1947 : Le Temps de vivre d'après Dark Victory de George Emerson Brewer et Bertram Bloch, mise en scène André Certes, théâtre Pigalle
- 1961 : Adieu prudence de Leslie Stevens, mise en scène Jacques Mauclair, théâtre du Gymnase
- 1962 : Un dimanche à New York, mise en scène de Jacques Sereys, théâtre du Palais-Royal
- 1962 : L'École de la médisance de Richard Brinsley Sheridan, mise en scène Raymond Gérôme, Comédie-Française
- 1966 : Good Bye, Charlie de George Axelrod, mise en scène François Perrier, théâtre des Ambassadeurs
- 1967 : L'Œil anonyme de Peter Shaffer, mise en scène Raymond Gérôme, théâtre Montparnasse
- 1976 : Même jour, même heure, l'année prochaine de Bernard Slade, mise en scène Pierre Mondy, théâtre Montparnasse
- 1976 : Le Jardin de craie de Enid Bagnold, mise en scène de Raymond Gérôme, théâtre Hébertot
- 1978 : Le Pont japonais d'après A Majority of One de Leonard Spigelgass, mise en scène Gérard Vergez, théâtre Antoine
- 1979 : Coup de chapeau d'après Tribute de Bernard Slade, mise en scène Pierre Mondy, théâtre de la Michodière
- 1983 : Comédie Passion de Peter Nichols, mise en scène Pierre Boutron, Comédie des Champs-Élysées
- 1984 : La Salle à manger de A. R. Gurney, mise en scène Jacques Bachelier, Petit Montparnasse
- 1985 : Chapitre II de Neil Simon, mise en scène Pierre Mondy, théâtre Édouard VII
- 1988 : Ténor d'après Lend Me a Tenor de Ken Ludwig (en), mise en scène Jean-Luc Moreau, théâtre de la Porte-Saint-Martin
- 1988 : Une femme sans histoire d'après Children de A. R. Gurney, mise en scène Bernard Murat Comédie des Champs-Élysées.

## Adaptations de ses pièces au cinéma
- 1950 : Le Don d'Adèle de Émile Couzinet
- 1958 : Les femmes sont marrantes de André Hunebelle, d'après Ami-Ami
- 1969 : Fleur de cactus (Cactus Flower) de Gene Saks
- 1973 : Quarante carats de Milton Katselas
- 2010 : Potiche de François Ozon
- 2011 : Le Mytho (Just Go with It) de Dennis Dugan, d'après Fleur de cactus